# Élections sénatoriales de 2026 en Ille-et-Vilaine
Pour un article plus général, voir Élections sénatoriales françaises de 2026.
Les élections sénatoriales en Ille-et-Vilaine sont prévues en septembre 2026. Elles visent à renouveler les quatre sénateurs du département.

## Modalités

### Dates
Ces élections se tiendront en septembre 2026, les sénateurs étant élus pour une durée de 6 ans et les élections de 2020 ayant eu lieu le 27 septembre.

### Mode de scrutin
L'Ille-et-Vilaine étant représentée par quatre sénateurs, ces derniers sont élus au scrutin proportionnel plurinominal. Les électeurs votent pour des listes de candidats, et les sièges sont répartis après dépouillement des suffrages aux différentes listes en proportion de leurs parts des voix, suivant la règle de la plus forte moyenne, sans panachage ni vote préférentiel,.

### Collège électoral
Les élections sénatoriales sont un scrutin indirect, cela signifie que seuls les grands électeurs sont appelés à voter lors de cette élection. Sont considérés comme grands électeurs:
- les députés et sénateurs ;
- les conseillers régionaux ;
- les conseillers départementaux ;
- les délégués des conseils municipaux. Cette dernière catégorie représente 95 % des grands électeurs[6].

## Contexte

### Élections sénatoriales de 2020
Lors des élections sénatoriales de 2020, les deux sénateurs du centre et de la droite, réunis sur une liste commune UDI - Les Républicains, sont reconduits, en revanche le parti socialiste ne parvient pas à réunir assez de voix pour conserver ses deux sièges, en perdant un au profit d'Europe Écologie - Les Verts.

### Élections municipales de 2026
Les élections sénatoriales de 2026 prendront place 6 mois après les municipales de la même année. La très grande majorité des grands électeurs français étant issus des conseils municipaux, leur composition aura dès lors un impact important sur le scrutin sénatorial.

## Résultats

### Sénateurs sortants et élus
| Sénateurs sortants | Parti | Parti | Groupe | Groupe | Sénateurs élus | Parti | Parti | Groupe | Groupe |
| ------------------ | ----- | ----- | ------ | ------ | -------------- | ----- | ----- | ------ | ------ |
| Dominique de Legge |       | LR    |        | REP    |                |       |       |        |        |
| Anne-Sophie Patru  |       | DVD   |        | UC     |                |       |       |        |        |
| Sylvie Robert      |       | PS    |        | SER    |                |       |       |        |        |
| Daniel Salmon      |       | LÉ    |        | GEST   |                |       |       |        |        |